# Rokiet
Rokiet (Hypnum) – rodzaj mchów z rodziny rokietowatych. 

## Morfologia
Rośliny zazwyczaj stosunkowo duże (do 15 cm), choć są gatunki drobne. Tworzą błyszczące, najczęściej zbite darnie o barwie żółtej lub zielonej. Liście są sierpowato zgięte, przez co łodygi i gałązki są na końcach haczykowate. Żebro krótkie, podwójne (często brak żebra). Perystom jest podwójny.

## Systematyka
Według The Plant List obejmuje co najmniej 95 gatunków:
| - Hypnum aduncoides (Brid.) Müll. Hal. - Hypnum africanum (P. de la Varde) Ochyra - Hypnum allenii (Austin) Lesq. & James - Hypnum amabile (Mitt.) Hampe - Hypnum aquicola Müll. Hal. - Hypnum arcuatiforme (Broth.) Broth. - Hypnum argenteum (Hedw.) F. Weber & D. Mohr - Hypnum bambergeri Schimp. - Hypnum callichroum Brid. - Hypnum callistomum (Besch.) Müll. Hal. - Hypnum campbellianum (Hampe) Hampe - Hypnum campoanum (Thér.) Broth. - Hypnum caperatum (Mitt.) A. Jaeger - Hypnum chrysogaster Müll. Hal. - Hypnum circinale Hook. - Hypnum circulare (Mitt.) A. Jaeger - Hypnum complexum (Mitt.) A. Jaeger - Hypnum crassicostatum (Kindb.) Grout - Hypnum cupressiforme Hedw. – rokiet cyprysowaty - Hypnum curvifolium Hedw. - Hypnum dieckei Renauld & Cardot - Hypnum distans (Besch.) Broth. - Hypnum erectiusculum Sull. & Lesq. - Hypnum erectum (Duby) Lesq. & James - Hypnum fertile Sendtn. - Hypnum filare (Müll. Hal.) Paris - Hypnum flagellare (T.J. Kop. & D.H. Norris) T.Y. Chiang - Hypnum flemmingii (Austin) Lesq. & James - Hypnum fragile (Wilson) Müll. Hal. - Hypnum fujiyamae (Broth.) Paris - Hypnum fulvo-acutum (Müll. Hal.) Paris - Hypnum gayanum (Mont.) Lorentz - Hypnum glaucinum (Mitt.) Müll. Hal. - Hypnum gracilescens (Hedw.) P. Beauv. - Hypnum haldanianum Grev. - Hypnum hamulosum Schimp. - Hypnum harpidioides (Müll. Hal. & Kindb.) Kindb. - Hypnum imbricatulum (Hedw.) P. Beauv. - Hypnum implanum (Mitt.) Hampe - Hypnum implexum Renauld & Cardot - Hypnum imponens Hedw. - Hypnum jutlandicum Holmen & Warncke – rokiet duński - Hypnum kuroishicum (Besch.) Broth. - Hypnum kurzii (Schimp.) Hartm. - Hypnum laevisetum (Sande Lac.) Mitt. - Hypnum longicollum Ando - Hypnum longifolium (Schleich. ex Brid.) Müll. Hal. - Hypnum lycopodioides Brid. | - Hypnum macrogynum Besch. - Hypnum malacodes (Mitt.) A. Jaeger - Hypnum mammillatum Loeske - Hypnum minutum (Müll. Hal.) Paris - Hypnum molluscum Hedw. - Hypnum neckeroideum (Schimp.) Lindb. - Hypnum nelsonii (Broth.) Paris - Hypnum nipponense (Besch.) Schimp. - Hypnum oldhamii (Mitt.) A. Jaeger - Hypnum orsinianum (De Not.) A. Jaeger - Hypnum pachycarpulum (Müll. Hal.) Paris - Hypnum pallescens (Hedw.) P. Beauv. - Hypnum perspicuum (Mitt.) A. Jaeger - Hypnum pinetorum (Mitt.) A. Jaeger - Hypnum plicaefolium (Broth.) Paris - Hypnum plicatile (Mitt.) Lesq. & James - Hypnum plicatulum (Lindb.) A. Jaeger - Hypnum plumaeforme Wilson - Hypnum plumiferum (Mitt.) A. Jaeger - Hypnum polycarpon (Ehrh. ex Hedw.) Hoffm. ex Müll. Hal. - Hypnum polypterum (Mitt.) Broth. - Hypnum pratense Koch ex Spruce – rokiet łąkowy - Hypnum procurrens (Mitt.) Lesq. & James - Hypnum productum (Müll. Hal.) Broth. - Hypnum prolixum Dicks. ex Brid. - Hypnum pseudonemorosum (Kindb.) Paris - Hypnum pulcherrimum (Broth.) Broth. - Hypnum pygmaeum (Taylor) Müll. Hal. - Hypnum quelchii (Müll. Hal.) Paris - Hypnum recurvatum (Lindb. & Arnell) Kindb. - Hypnum reptiliforme (De Not.) A. Jaeger - Hypnum revolutum (Mitt.) Lindb. - Hypnum sakuraii (Sakurai) Ando - Hypnum sauteri Schimp. – rokiet Sautera - Hypnum setschwanicum (Broth.) Ando - Hypnum sikkimense Ando - Hypnum skottsbergii Ando - Hypnum stellulatum (Mitt.) Paris - Hypnum subchrysogaster (Broth.) Paris - Hypnum subenerve (Schwägr.) Arn. - Hypnum subimponens Lesq. - Hypnum submolle (Kindb.) Paris - Hypnum tristoviride (Broth.) Paris - Hypnum uncinulatum Jur. - Hypnum uninervium (Müll. Hal.) Paris - Hypnum vaucheri Lesq. - Hypnum virescens (Schimp.) A.B. Jacks. |